# Боб Нюстрем
Боб Нюстрем (англ. Bob Nystrom, нар. 10 жовтня 1952, Стокгольм) — колишній канадський хокеїст, що грав на позиції крайнього нападника.
Володар Кубка Стенлі. Провів понад тисячу матчів у Національній хокейній лізі. 

## Ігрова кар'єра
Хокейну кар'єру розпочав 1970 року.
1972 року був обраний на драфті НХЛ під 33-м загальним номером командою «Нью-Йорк Айлендерс». 
Усю професійну клубну ігрову кар'єру, що тривала 15 років, провів, захищаючи кольори команди «Нью-Йорк Айлендерс».
Загалом провів 1057 матчів у НХЛ, включаючи 157 ігор плей-оф Кубка Стенлі.

## Нагороди та досягнення
- Учасник матчу усіх зірок НХЛ — 1977.
- Володар Кубка Стенлі в складі «Нью-Йорк Айлендерс» — 1980, 1981, 1982, 1983.

## Статистика
| Сезон        | Клуб                  | Ліга         | Регулярна першість | Регулярна першість | Регулярна першість | Регулярна першість | Регулярна першість | Плей-оф | Плей-оф | Плей-оф | Плей-оф | Плей-оф |
| Сезон        | Клуб                  | Ліга         | І                  | Г                  | П                  | О                  | ШХ                 | І       | Г       | П       | О       | ШХ      |
| ------------ | --------------------- | ------------ | ------------------ | ------------------ | ------------------ | ------------------ | ------------------ | ------- | ------- | ------- | ------- | ------- |
| 1970–71      | «Калгарі Сентенніалс» | ЗКХЛ         | 66                 | 15                 | 16                 | 31                 | 153                | —       | —       | —       | —       | —       |
| 1971–72      | «Калгарі Сентенніалс» | ЗКХЛ         | 64                 | 27                 | 25                 | 52                 | 174                | —       | —       | —       | —       | —       |
| 1972–73      | «Нью-Гейвен Найтгокс» | АХЛ          | 60                 | 12                 | 10                 | 22                 | 114                | —       | —       | —       | —       | —       |
| 1972–73      | «Нью-Йорк Айлендерс»  | НХЛ          | 11                 | 1                  | 1                  | 2                  | 10                 | —       | —       | —       | —       | —       |
| 1973–74      | «Нью-Йорк Айлендерс»  | НХЛ          | 77                 | 21                 | 20                 | 41                 | 118                | —       | —       | —       | —       | —       |
| 1974–75      | «Нью-Йорк Айлендерс»  | НХЛ          | 76                 | 27                 | 28                 | 55                 | 122                | 17      | 1       | 3       | 4       | 27      |
| 1975–76      | «Нью-Йорк Айлендерс»  | НХЛ          | 80                 | 23                 | 25                 | 48                 | 106                | 13      | 3       | 6       | 9       | 30      |
| 1976–77      | «Нью-Йорк Айлендерс»  | НХЛ          | 80                 | 29                 | 27                 | 56                 | 91                 | 12      | 0       | 2       | 2       | 7       |
| 1977–78      | «Нью-Йорк Айлендерс»  | НХЛ          | 80                 | 30                 | 29                 | 59                 | 94                 | 7       | 3       | 1       | 4       | 14      |
| 1978–79      | «Нью-Йорк Айлендерс»  | НХЛ          | 78                 | 19                 | 20                 | 39                 | 113                | 10      | 3       | 2       | 5       | 4       |
| 1979–80      | «Нью-Йорк Айлендерс»  | НХЛ          | 67                 | 21                 | 18                 | 39                 | 94                 | 20      | 9       | 9       | 18      | 50      |
| 1980–81      | «Нью-Йорк Айлендерс»  | НХЛ          | 79                 | 14                 | 30                 | 44                 | 145                | 18      | 6       | 6       | 12      | 20      |
| 1981–82      | «Нью-Йорк Айлендерс»  | НХЛ          | 74                 | 22                 | 25                 | 47                 | 103                | 15      | 5       | 5       | 10      | 32      |
| 1982–83      | «Нью-Йорк Айлендерс»  | НХЛ          | 74                 | 10                 | 20                 | 30                 | 98                 | 20      | 7       | 6       | 13      | 15      |
| 1983–84      | «Нью-Йорк Айлендерс»  | НХЛ          | 74                 | 15                 | 29                 | 44                 | 80                 | 15      | 0       | 2       | 2       | 8       |
| 1984–85      | «Нью-Йорк Айлендерс»  | НХЛ          | 36                 | 2                  | 5                  | 7                  | 58                 | 10      | 2       | 2       | 4       | 29      |
| 1985–86      | «Нью-Йорк Айлендерс»  | НХЛ          | 14                 | 1                  | 1                  | 2                  | 16                 | —       | —       | —       | —       | —       |
| Усього в НХЛ | Усього в НХЛ          | Усього в НХЛ | 900                | 235                | 278                | 513                | 1248               | 157     | 39      | 44      | 83      | 236     |